# Дал Поцо (Монца и Бријанца)
Дал Поцо је насеље у Италији у округу Монца и Бријанца, региону Ломбардија.
Према процени из 2011. у насељу је живело 727 становника. Насеље се налази на надморској висини од 218 м.